# Rogério Correa (futebolista)
Rogério Corrêa de Oliveira  (Goiânia, 3 de janeiro de 1979), mais conhecido como Rogério Corrêa, é um treinador e ex-futebolista brasileiro que atuava como zagueiro. Atualmente, está no CA Votuporanguense.
 .

## Carreira como jogador
Rogério Corrêa iniciou sua carreira como volante nas categorias de base do Goiânia. Após um ano ótimo ano para o atleta, foi emprestado para o Santo André para a disputa da Copa São Paulo de 2000. Foi lá onde ele virou zagueiro, posição que manteve quando voltou ao Goiânia. Em 2001, foi por empréstimo para o Vila-Nova/GO para a disputa das finais do Campeonato Goiano.
Na final, contra o Goiás, marcou um gol e conquistou seu primeiro título. Essa excelente atuação na decisão o fez ser contratado pelo Atlético-PR e assumiu a titularidade na primeira partida. Foi campeão brasileiro em 2001, e campeão paranaense em 2002. Ainda passou pelo Shimizu S-Pulse e Goiás.
Mas na sua segunda passagem pelo clube paranaense, não se deu bem e rescindiu contrato. Até que chamou a atenção do Bahia, e foi contratado pelo tricolor, onde chegou com status de grande zagueiro.  Fez 3 jogos regulares, que não agradaram ao técnico Alexandre Gallo, até então técnico tricolor. Foi emprestado ao Joinville por 3 meses, já que havia sido descartado pelo técnico. Em julho, acabou seu contrato com o time catarinense e ele retornou ao Bahia, e encerrou a carreira no Anapolina em 2011.

## Carreira como treinador
Começou a carreira de treinador no mesmo clube que encerrou a carreira em 2011, o Anapolina. Em abril de 2012, acertou com o Lemense. meses depois, acertou para ser auxiliar técnico, no J.Malucelli.

### Marcílio Dias
Em 19 de setembro de 2022, Rogério Corrêa foi anunciado como técnico do Marcílio Dias, clube pelo qual sagrou-se campeão da Copa Santa Catarina de 2022.